# Compsorhipis nigritibia
Compsorhipis nigritibia är en insektsart som beskrevs av Zheng, Z. och E.-b. Ma 1995. Compsorhipis nigritibia ingår i släktet Compsorhipis och familjen gräshoppor. Inga underarter finns listade i Catalogue of Life.